# Єфросинія Ярославна
Єфроси́нія Яросла́вна (нар. 2-га половина XII століття) — руська княгиня з роду Ростиславичів династії Рюриковичів. Донька галицького князя Ярослава Осмомисла та суздальської княжни Ольги Юріївни. Дружина сіверського князя Ігора Святославича. Героїня «Слова о полку Ігоревім». 

## Життєпис
Точні роки життя дружини Ігоря невідомі, її ім'я в літописах не згадується. У «Родословнику» імператриці Катерини II [1] дружина Ігоря названа Єфросинією. За версією А. В. Соловйова, ім'я Єфросинія сходить до «Любецького Синодика». Р. В. Зотов, дослідник «Любецького синодика», вважав, що ім'я дружини Ігоря було Єфросинія, хоча і сумнівався в ідентифікації згаданого там князя Феодосія з Ігорем Святославичем. Християнським ім'ям Ігоря було Георгій, а Феодосій, на думку С. В. Алексєєва, було християнським ім'ям його молодшого брата, князя Всеволода Святославича. Однак залучення даних «Введенського синодика» дозволяє припустити, що Феодосій було чернечим ім'ям чернігівського князя, з великою ймовірністю саме Ігоря Святославича, інших кандидатів на роль ченця Феодосія серед чернігівських князів немає.
О. В. Творогов припустив, що Ярославні помилково приписали чернече ім'я її матері, Ольги Юріївни. Але ім'я Єфросинія закріпилося в літературі за княгинею.
Єфросинія була дочкою галицького князя Ярослава Володимировича Осмомисла від шлюбу з суздальської княжною Ольгою Юріївною, дочкою князя Юрія Долгорукого. Близько 1169 року її видали заміж за новгород-сіверського князя Ігоря Святославича. У деяких джерелах Єфросинія вказується другою дружиною Ігоря, дату шлюбу відносять до 1184 р. Вперше ця дата з'явилася в «Родословнику» імператриці Катерини II. На думку сучасних дослідників, ця дата шлюбу виникла в результаті неточного прочитання «Історії Російської» В. Н. Татіщева. Історик А. В. Соловйов довів, що матір'ю всіх дітей Ігоря була Ярославна. Оскільки старший син Ігоря та Ярославни, Володимир, народився в 1171 році, шлюб не міг бути укладений в 1184 году.
Вірна й любляча берегиня князя Ігоря Святославовича відома завдяки «Плачу Ярославни», який розпочинає третю частину «Слова о полку Ігоревім». 23 квітня 1185 р. князь Ігор Святославич вирушив у похід на половців, як описує «Слово о полку Ігоревім». Застереження і вмовляння дружини Єфросинії, яка передчувала біду, не спинили його. Військо Ігоря зазнало поразки, а сам князь був поранений і потрапив у полон до ворога. Землі Ігоря Святославича, як і володіння залежних від нього князів, були спустошені половецькою навалою. Ярославна полишає Новгород-Сіверський, звідки її чоловік виступив у похід, і перебирається до Путивля, де князює їх старший син Володимир. Там, на міській стіні вона плаче-побивається за своїм князем.
Плач Ярославни за чоловіком, який потрапив у полон — один з найпоетичніших фрагментів та найпопулярніших місць «Слова…». Це оповідь про тугу Єфросинії за своїм чоловіком, її вірність і любов, що, немов оберіг, охороняє у біді, визволяє від смерті та творить диво. Молитвами своєї вірної дружини того ж року князь утік із полону і повернув згодом всі свої волості та міста.
Ярославна вважається символом вірної дружини, яка може завдяки своїй любові зберегти чоловіка на полі битви. Образи з «Плачу Ярославни» використовували в своїх віршах багато поетів, існує велика кількість гравюр, картин і малюнків з її зображенням. В Новгороді-Сіверському Ярославні поставлений пам'ятник. Існує балет «Ярославна», музику до якого написав композитор Б. І. Тищенко.

## Сім'я

### Чоловік
- Ігор Святославич (2 квітня 1151 — весна 1201) — князь Путивльський (1161—1164), Курський (1164—1178), Сіверський (1178—1198) і Чернігівський (1198—1202).

### Діти
- Володимир Ігорович (8 жовтня 1170 — після 1211) — князь Путивльський (1185—1198 та 1208-1211) і Галицький (1206—1208; 1210—1211).
- Олег Ігорович (1175—1205).
- Святослав Ігорович (1176 — вересень 1211)  — князь Володимиро-Волинський (1205—1206), Перемишльський (1209 і 1210—1211).
- Роман Ігорович (пом. вересень 1211) — князь Звенигородський (1206—1207 і 1210—1211), Галицький (1207—1209).
- Ростислав Ігорович (пом. вересень 1211) — князь Теребовлянський (1210—1211)
- дочка (?-?), дружина (з 1189 р.) Давида Ольговича (пом. 1195), княжича Стародубського

### Брати, сестри
Діти Ярослава Осмомисла та 1-ї дружини Ольги Юріївни (?—1181), дочка великого князя київського Юрія Володимировича Долгорукого, мамці Єфросинії Ярославни: 
- Володимир Ярославич (1151—1199), отримав від батька Перемишль, князь галицький (1188—1199), останній представник Ростиславичів у Галичі
- Вишеслава Ярославна (?—?), дружина Одона Мешковича, князя познаньського.
- сестра (?-?), дружина угорського князя

Син Ярослава Осмомислі від 2-ї дружини — Настаськи Чагровни з половецького роду Чарг:
- Олег Ярославич («Настасіч») (?—1188) — був призначений князем спадкоємцем, але сісти на батьків престол йому так і не дали.

## Вшанування пам'яті
Вулиця Ярославни існує у містах Дніпро, Суми.
У місті Чернігів вулицю Щербини перейменували на вулицю Ярославни.
У місті Запоріжжя вулицю Качалова перейменували на вулицю Ярославни.